# Morti nel 40 a.C.
| Questa pagina contiene informazioni ricavate automaticamente dalle voci biografiche con l'ausilio del template Bio e di un bot. L'aggiornamento è periodico e automatico e ricostruisce completamente la pagina. Se manca una persona in questa lista, sei pregato di non aggiungerla, ma accertati piuttosto che la sua voce biografica contenga il template Bio e che i dati anagrafici siano correttamente compilati. Se il template Bio manca, inseriscilo tu stesso o, in alternativa, metti l'avviso {{tmp\|Bio}} che ne segnala la mancanza. Se i dati riportati sono sbagliati, correggi direttamente la voce biografica; le modifiche saranno visibili in questa lista entro pochi giorni. Per chiarimenti vedi il progetto biografie. La lista contiene solo le 11 persone che sono citate nell'enciclopedia e per le quali è stato implementato correttamente il template Bio. Pagina aggiornata al 2 ago 2025. |

- Asclepiade di Bitinia, medico greco antico (n. 129 a.C.)
- Gaio Claudio Marcello, politico romano (n. 88 a.C.)
- Cornificia, poetessa romana (n. 85 a.C.)
- Lucio Decidio Saxa, generale romano
- Tigellio, musicista e poeta romano
- Gaio Fuficio Fangone, militare romano
- Fasaele, sovrano
- Quinto Fufio Caleno, politico e militare romano
- Fulvia, nobildonna romana (n. 77 a.C.)
- Quinto Salvidieno Rufo Salvio, romano
- Tolomeo di Calcide, sovrano greco antico